# Pteropus
Pteropus, česky spolu s dalšími příbuznými rody označovaný kaloň, je rod velkých létajících savců starého světa ze skupiny kaloňů. Patří k němu asi 60 druhů, mezi nimi vůbec největší recentní aktivně létající savec, kaloň malajský (Pteropus vampyrus). Příslušníci rodu Pteropus jsou většinou býložravci, živí se nejčastěji ovocem. Postrádají schopnost echolokace, obvyklou u netopýrů, a místo toho se orientují po zraku a čichu.